# 高城县 (东汉)
高城县，中国古县名。
东汉改高成县置，治所在今河北省盐山县东南故城。后改置高城侯国。国除仍为县。北齐天保七年（556年）徙治今盐山县东北旧城。隋朝开皇十八年（598年）改为盐山县。